# O Goši

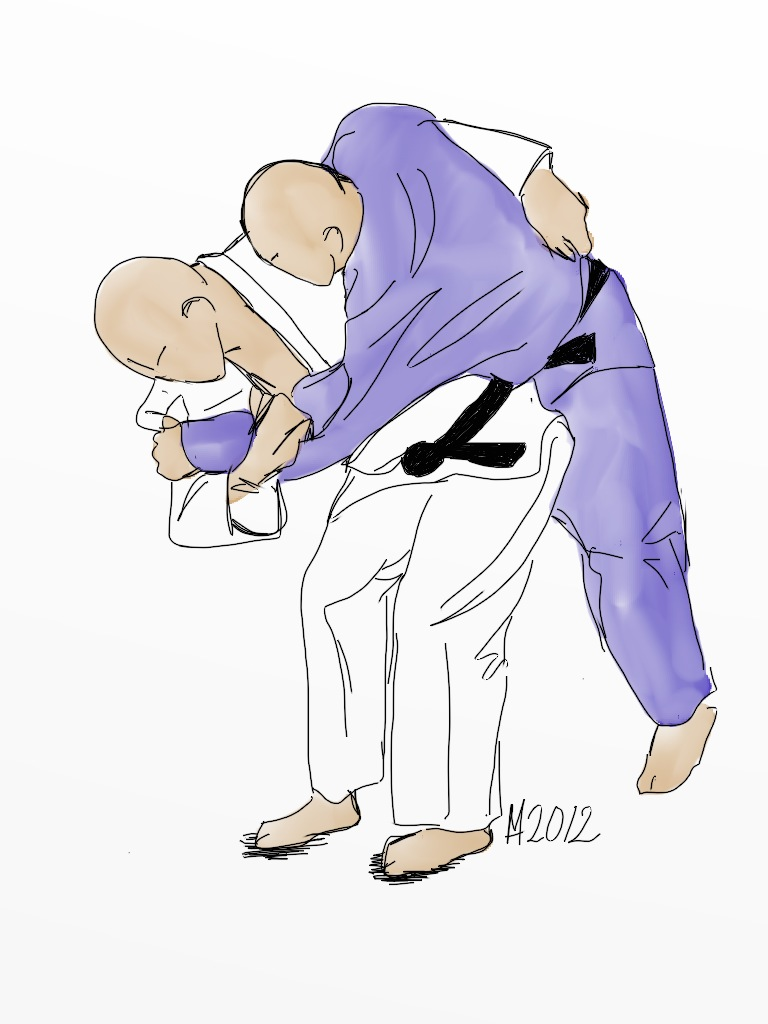
O Goši

O Goši (O goshi, 大腰) je judistický chvat, zvaný také "velký bočák". Jedná se o nejpoužívanější boční chvat pro žluté pásky. Součástí zkoušek na žlutý pásek, jako ostatních osm chvatů. Zkoušky na žlutý pásek jsou první zkoušky z vyšších pásků. Začátečnický pásek je bílý. Potom je v pořadí: žlutý, oranžový, zelený, modrý, hnědý, černý. Tyto pásky jsou postupně získávány dle úspěšností zkoušek, které by měl správně trenér zařídit.

## Provedení
Z pravého přirozeného postoje vykročí tori pravou nohou ke špičce pravé nohy ukeho, současně jej vychyluje vpravo vpřed. Zakročením levou nohou dokončí tori obrat o 180°, levou rukou táhne vodorovně, pravou rukou umístěnou na pase soupeře jej přitahuje ke svému boku. Prudkým napnutím nohou a předklonem za stálého tahu oběma rukama hází tori ukeho před sebe.

## Podobné techniky
- Uki goši
- Curi goši